# Alexarc de Macedònia
Alexarc de Macedònia (llatí Alexarchus, grec Ἀλέξαρχος) fou un príncep macedoni, germà de Cassandre de Macedònia, que és esmentat com a fundador de la ciutat d'Uranòpolis, el lloc de la qual és desconegut.
Existeixen unes monedes o medalles que en fan referència.